# Deutsche Eishockey Liga 2003-2004
La Deutsche Eishockey Liga 2003-2004 fu la decima stagione della Deutsche Eishockey Liga. Al termine dei playoff i Frankfurt Lions si aggiudicarono il loro primo titolo della DEL, diventando così per la prima volta campioni di Germania.
Dall'altra parte invece i neopromossi Wölfe Freiburg persero i playout giocati contro gli Hannover Scorpions, retrocedendo così nuovamente in 2. Eishockey-Bundesliga. A livello di sponsorizzazione la lega firmò un accordo con le pagine gialle tedesche, Gelbe Seiten, prolungato nel 2006 fino al 2009.

## Stagione regolare
Come nella stagione precedente si disputò un girone unico per tutte e 14 le formazioni, con un doppio turno di andata e ritorno, nel quale al termine dei 60 minuti regolamentari, in caso di pareggio, le squadre si affrontarono negli shootout. Le prime otto squadre si qualificarono ai playoff, mentre le ultime due affrontarono i playout.

### Classifica
|                     | Pos. | Squadra             | Pt  | G  | V  | VOT | POT | P  | GF  | GS  | DR  |
| ------------------- | ---- | ------------------- | --- | -- | -- | --- | --- | -- | --- | --- | --- |
|                     | 1.   | Eisbären Berlino    | 103 | 52 | 29 | 5   | 6   | 12 | 172 | 126 | +46 |
|                     | 2.   | Nürnberg Ice Tigers | 96  | 52 | 26 | 8   | 2   | 16 | 179 | 128 | +51 |
|                     | 3.   | Hamburg Freezers    | 95  | 52 | 28 | 4   | 3   | 17 | 151 | 115 | +36 |
|                     | 4.   | Kölner Haie         | 93  | 52 | 26 | 3   | 9   | 14 | 160 | 134 | +26 |
| Germania (bandiera) | 5.   | Frankfurt Lions     | 92  | 52 | 26 | 5   | 4   | 17 | 177 | 148 | +29 |
|                     | 6.   | Adler Mannheim      | 92  | 52 | 26 | 4   | 6   | 16 | 151 | 124 | +27 |
|                     | 7.   | ERC Ingolstadt      | 92  | 52 | 28 | 3   | 2   | 19 | 132 | 118 | +14 |
|                     | 8.   | DEG Metro Stars     | 82  | 52 | 24 | 4   | 2   | 22 | 141 | 129 | +12 |
|                     | 9.   | Augsburger Panther  | 78  | 52 | 21 | 5   | 5   | 21 | 180 | 177 | +3  |
|                     | 10.  | Krefeld Pinguine    | 64  | 52 | 16 | 6   | 4   | 26 | 127 | 149 | -22 |
|                     | 11.  | Kassel Huskies      | 64  | 52 | 18 | 5   | 5   | 24 | 129 | 166 | -37 |
|                     | 12.  | Iserlohn Roosters   | 59  | 52 | 14 | 5   | 7   | 26 | 137 | 169 | -32 |
|                     | 13.  | Hannover Scorpions  | 48  | 52 | 13 | 2   | 5   | 32 | 127 | 175 | -48 |
|                     | 14.  | Wölfe Freiburg      | 35  | 52 | 7  | 4   | 5   | 36 | 142 | 241 | -99 |

Legenda:

      Ammesse ai Playoff
      Ammesse ai Playout
Note:

Tre punti a vittoria, due punti a vittoria dopo overtime, un punto a sconfitta dopo overtime, zero a sconfitta.

## Playoff
|  | Quarti di finale | Quarti di finale | Quarti di finale |                 |                     | Semifinali       | Semifinali | Semifinali |  |  | Finale | Finale          | Finale |
|  |                  |                  |                  |                 |                     |                  |            |            |  |  |        |                 |        |
|  | 1                | Eisbären Berlin  | 4                |                 |                     |                  |            |            |  |  |        |                 |        |
|  | 8                | DEG Metro Stars  | 0                |                 |                     |                  |            |            |  |  |        |                 |        |
|  | 8                | DEG Metro Stars  | 0                |                 | 1                   | Eisbären Berlin  | 3          |            |  |  |        |                 |        |
|  |                  |                  |                  |                 | 1                   | Eisbären Berlin  | 3          |            |  |  |        |                 |        |
|  |                  | 7                | ERC Ingolstadt   | 0               |                     |                  |            |            |  |  |        |                 |        |
|  | 2                | 7                | ERC Ingolstadt   | 0               | Nürnberg Ice Tigers | 2                |            |            |  |  |        |                 |        |
|  | 2                |                  |                  |                 | Nürnberg Ice Tigers | 2                |            |            |  |  |        |                 |        |
|  | 7                | ERC Ingolstadt   | 4                |                 |                     |                  |            |            |  |  |        |                 |        |
|  |                  |                  |                  |                 |                     |                  |            |            |  |  | 1      | Eisbären Berlin | 1      |
|  |                  |                  | 5                | Frankfurt Lions | 3                   |                  |            |            |  |  |        |                 |        |
|  | 3                | Hamburg Freezers | 4                |                 |                     |                  |            |            |  |  |        |                 |        |
|  | 6                | Adler Mannheim   | 2                |                 |                     |                  |            |            |  |  |        |                 |        |
|  | 6                | Adler Mannheim   | 2                |                 | 3                   | Hamburg Freezers | 2          |            |  |  |        |                 |        |
|  |                  |                  |                  |                 | 3                   | Hamburg Freezers | 2          |            |  |  |        |                 |        |
|  |                  | 5                | Frankfurt Lions  | 3               |                     |                  |            |            |  |  |        |                 |        |
|  | 4                | 5                | Frankfurt Lions  | 3               | Kölner Haie         | 2                |            |            |  |  |        |                 |        |
|  | 4                |                  |                  |                 | Kölner Haie         | 2                |            |            |  |  |        |                 |        |
|  | 5                | Frankfurt Lions  | 4                |                 |                     |                  |            |            |  |  |        |                 |        |

### Quarti di finale
| Squadra 1           | Totale | Squadra 2       | Gara 1   | Gara 2    | Gara 3 | Gara 4   | Gara 5    | Gara 6 | Gara 7 |
| ------------------- | ------ | --------------- | -------- | --------- | ------ | -------- | --------- | ------ | ------ |
| Eisbären Berlino    | 4 - 0  | DEG Metro Stars | 5 - 3    | 4 - 3 dts | 3 - 0  | 3 - 2    |           |        |        |
| Nürnberg Ice Tigers | 2 - 4  | ERC Ingolstadt  | 2 - 1 dr | 5 - 2     | 2 - 3  | 3 - 4 dr | 2 - 3     | 0 - 2  |        |
| Hamburg Freezers    | 4 - 2  | Adler Mannheim  | 5 - 2    | 1 - 0     | 0 - 3  | 4 - 1    | 0 - 1 dts | 5 - 3  |        |
| Kölner Haie         | 2 - 4  | Frankfurt Lions | 2 - 1    | 0 - 1     | 0 - 3  | 0 - 3    | 6 - 2     | 1 - 6  |        |

### Semifinali
| Squadra 1        | Totale | Squadra 2       | Gara 1 | Gara 2 | Gara 3 | Gara 4 | Gara 5 |
| ---------------- | ------ | --------------- | ------ | ------ | ------ | ------ | ------ |
| Eisbären Berlino | 3 - 0  | ERC Ingolstadt  | 6 - 3  | 4 - 1  | 5 - 0  |        |        |
| Hamburg Freezers | 2 - 3  | Frankfurt Lions | 3 - 1  | 1 - 4  | 7 - 3  | 5 - 7  | 3 - 5  |

### Finale
| Squadra 1        | Totale | Squadra 2       | Gara 1 | Gara 2 | Gara 3    | Gara 4 | Gara 5 |
| ---------------- | ------ | --------------- | ------ | ------ | --------- | ------ | ------ |
| Eisbären Berlino | 1 - 3  | Frankfurt Lions | 5 - 2  | 2 - 5  | 3 - 4 dts | 3 - 4  |        |

## Playout

### Finale
| Squadra 1          | Totale | Squadra 2      | Gara 1 | Gara 2 | Gara 3    | Gara 4 | Gara 5 | Gara 6 | Gara 7 |
| ------------------ | ------ | -------------- | ------ | ------ | --------- | ------ | ------ | ------ | ------ |
| Hannover Scorpions | 4 - 1  | Wölfe Freiburg | 5 - 2  | 2 - 6  | 2 - 1 dts | 4 - 0  | 1 - 0  |        |        |